# 8983 Раяказакова
8983 Раяказакова (8983 Rayakazakova) — астероїд головного поясу, відкритий 13 березня 1977 року.
Тіссеранів параметр щодо Юпітера — 3,223.